# On Stage!
On Stage! è un gioco al confine tra i tradizionali giochi di ruolo, i giochi di narrazione e l'improvvisazione teatrale. La  differenza sostanziale tra i tradizionali giochi di ruolo e On Stage! consiste nel fatto che nei primi i personaggi e le loro interazioni sono definiti in maniera più o meno rigida da dadi e tabelle, mentre in On Stage! (come in Amber Diceless Role-Playing, ad esempio), il meccanismo è strettamente legato all'interpretazione del proprio ruolo.
On Stage! è una sorta di improvvisazione teatrale che coinvolge da 5 a 8 giocatori  per una durata di 2-3 ore. I giocatori interpretano i ruoli dei personaggi principali e sotto la guida di un Regista (l'equivalente del custode ne Il richiamo di Cthulhu e del master in Dungeons & Dragons) danno vita ad una partita simile alla rappresentazione di una commedia dell'arte, la cui ambientazione è spesso ispirata a classici della letteratura e del fumetto.
Al contrario dei tradizionali giochi di ruolo, quindi, il regista  ha meno peso rispetto agli attori, che sono i principali artefici del loro destino. La partita è suddivisa in atti e scene, durante le quali i giocatori possono utilizzare delle "Frasi Fatte", ovvero delle carte che permettono di attivare eventi catastrofici, annullare le azioni di altri giocatori, o entrare e uscire dalla scena. Prima di ogni scena si svolge un'asta durante la quale si stabilisce chi sarà il "master" della scena stessa.
Il gioco è frutto del lavoro e della ricerca di Luca Giuliano, un professore associato della La Sapienza di Roma che si occupa di gioco di ruolo dal 1983. Nel 1995 On Stage! (pubblicato dalla casa editrice Das Production) ha vinto il premio Best of Show di  Lucca Games nel 1995 .
Nello stesso anno, la collana I giochi del 2000 della Qualitygame ha ospitato le prime tre espansioni del gioco: Sogno di una notte di mezza estate, di Luca Giuliano; Biancaneve e i tre porcellini, di Andrea Angiolino; Fagioli, dollari e polvere da sparo, di Massimiliano e Maurizio Roveri.
Nel 2005 la Das Production ha pubblicato il nuovo Manuale del regista, di Alessandro Ivanoff, che approfondisce alcuni punti più sintetici del manuale base.

## PremioLa maschera e il volto
Nel 2004 è nato il premio letterario "La Maschera e il Volto", che viene assegnato alla miglior sceneggiatura per On Stage! da una giuria costituita dallo stesso Luca Giuliano e da un gruppo di autori di giochi e narrativa interattiva. Questi gli scenari che si sono aggiudicati il premio:
- 2004. L'Orrore di Dunwich di Giuliano Pistolesi e Perla Pugi, tratta dall'omonimo racconto di Howard Phillips Lovecraft
- 2005. Il sangue non è acqua (sceneggiatura estesa) di Paolo Agaraff, tratta dall'omonimo romanzo del medesimo autore
- 2005. Il Prigioniero (sceneggiatura breve) di Marzia Possenti, tratta dall'omonima serie tv
- 2006. Un racconto delle Aran di Massimiliano Roveri
- 2007. Il bacio di una morta di Lorenzo Trenti